# Biserica fortificată din Ruși

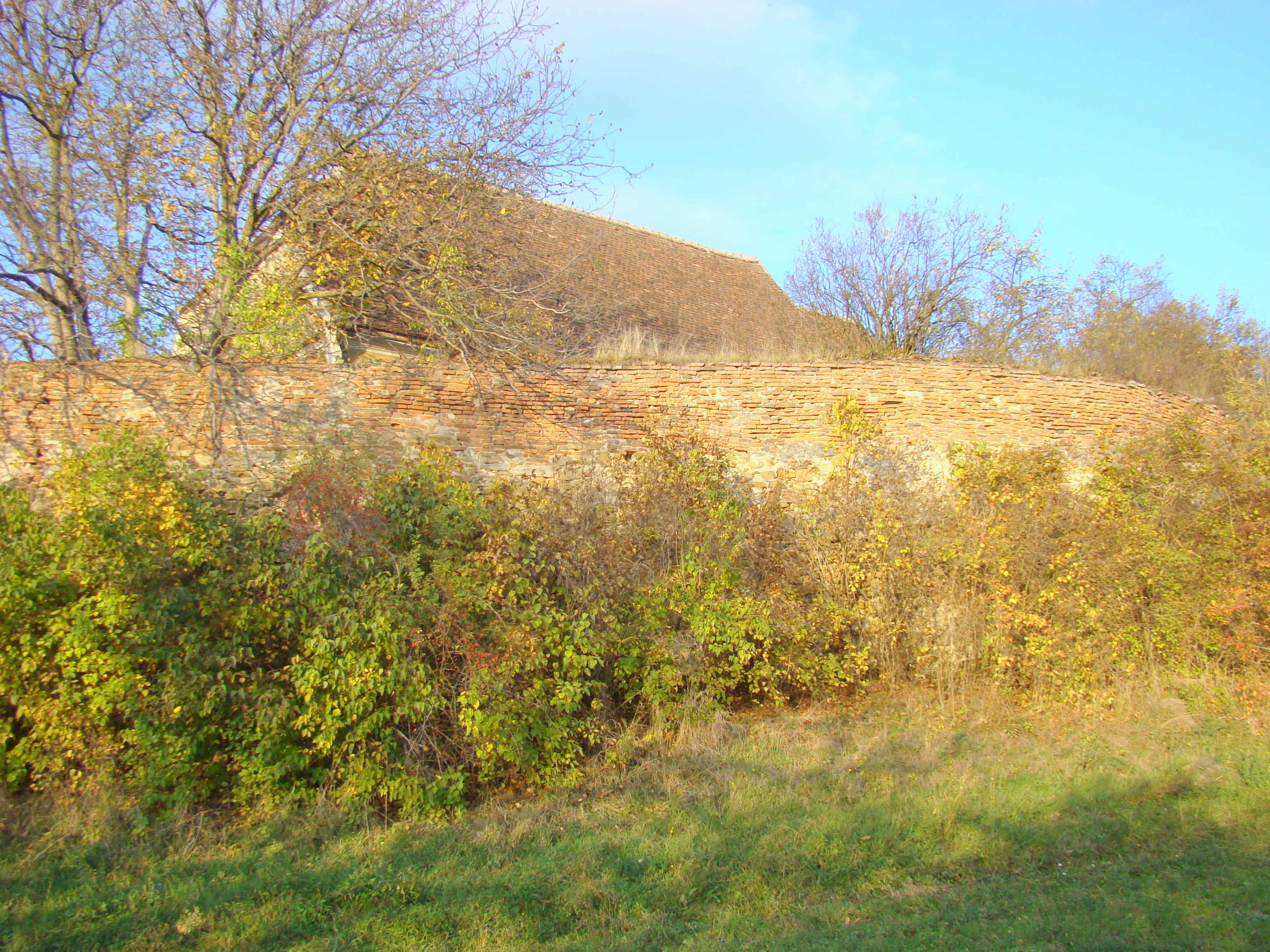
Biserica şi fortificaţia

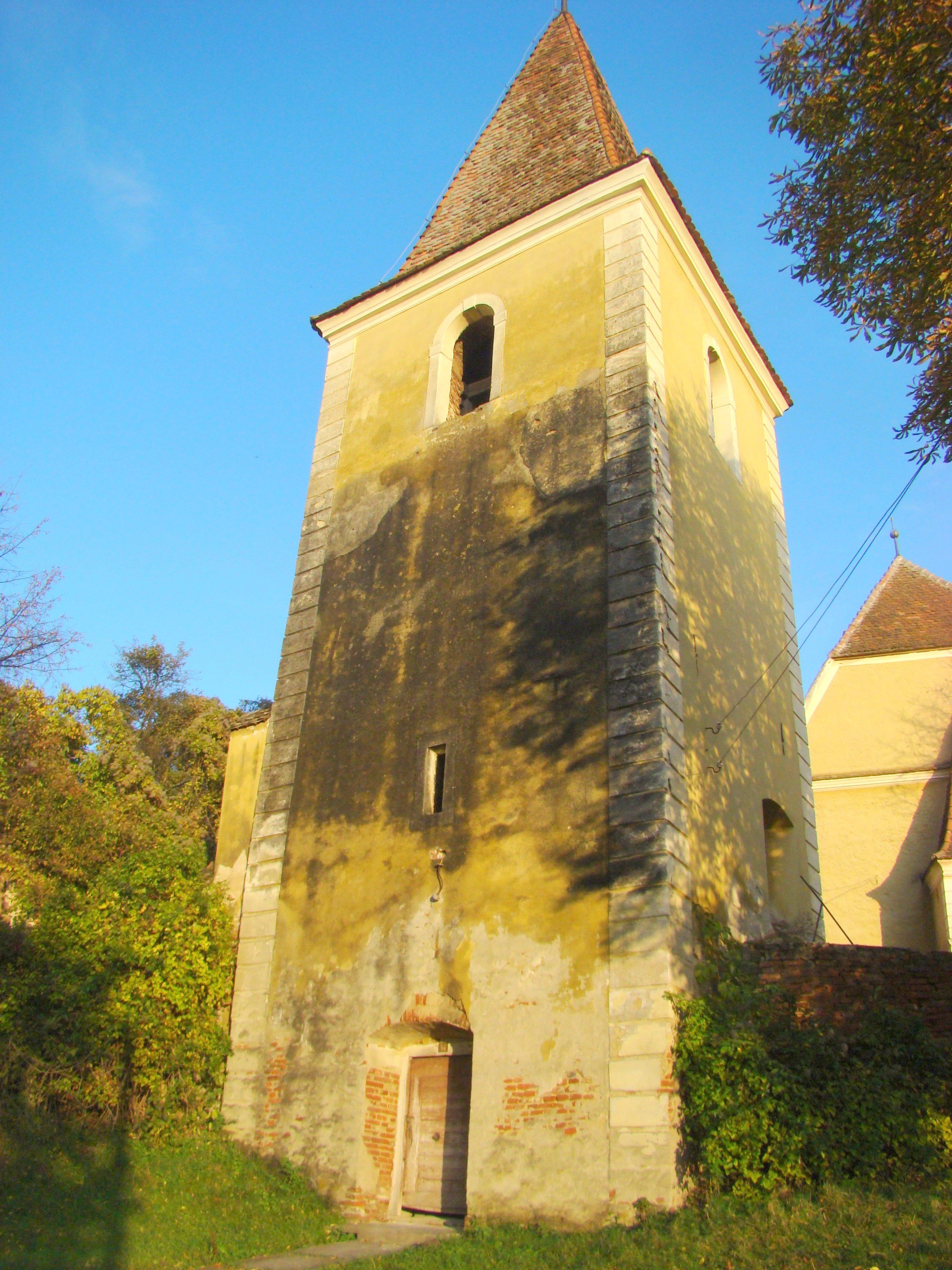
Turnul-clopotniță înclinat cu cca 1,5 m înspre NE datorită terenului slab de fundare

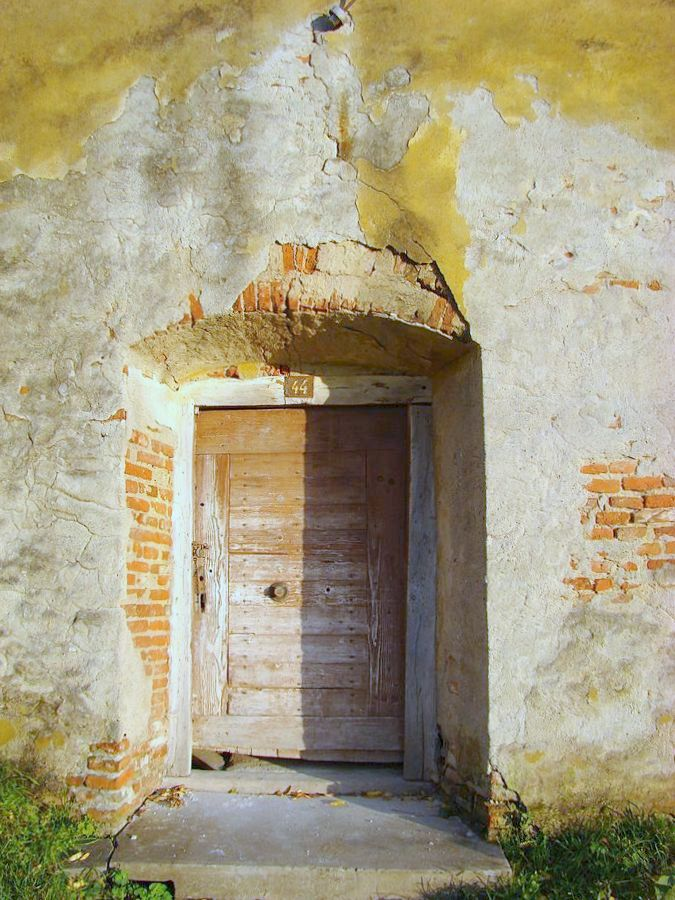
Poarta de acces în interiorul incintei fortificate

Biserica fortificată din Ruși este un ansamblu de monumente istorice aflat pe teritoriul satului Ruși, comuna Slimnic.
Ansamblul este format din următoarele monumente:
- Biserica evanghelică  (cod LMI SB-II-m-B-12529.01)
- Incintă fortificată, cu turn-clopotniță (cod LMI SB-II-m-B-12529.02)[2]

## Localitatea
Ruși (în dialectul săsesc Reissen, Reesn, în germană Reussen, Reyssen, în maghiară Rüsz) este un sat în comuna Slimnic din județul Sibiu, Transilvania, România. Prima mențiune documentară a localității datează din anul 1424. Satul a aparținut Prepoziturii din Sibiu, iar după dizolvarea acesteia a intrat în proprietatea Bisericii Parohiale din Sibiu.

## Biserica
Prima biserică s-a prăbușit, datorită terenului slab de fundare, și a fost înlocuită, în anul 1636, cu o nouă biserică. După numeroase reparații și aceasta s-a prăbușit, în anul 1780, fiind reconstruită în 1782. Este înconjurată de un zid de apărare și are în partea de vest un turn de clopote. Altarul baroc datează din anul 1641. Baldachinul amvonului, din 1764, și orga, datată 1805, poartă și ele caracteristicile stilului baroc. Tăbliile balustradei tribunei au fost pictate cu sfinți și stema satului Ruși, în anul 1783, de pictorul Daniel Knobloch. Ultimele lucrări de reparații au fost executate în anul 1990.

## Vezi și
- Ruși, Sibiu